# Greenwich Savings Bank
El Greenwich Savings Bank  es un banco histórico ubicado en Nueva York, Nueva York. El Greenwich Savings Bank se encuentra inscrito  en el Registro Nacional de Lugares Históricos desde el 16 de noviembre de 2005. York & Sawyer fueron los arquitectos del Greenwich Savings Bank.

## Ubicación
El Greenwich Savings Bank se encuentra dentro del condado de Nueva York en las coordenadas 40°45′05″N 73°59′15″O / 40.751389, -73.9875.